# بادي بيترسون
بادي بيترسون (بالإنجليزية: Buddy Peterson)‏ هو لاعب كرة قاعدة أمريكي، ولد في 23 أبريل 1925 في بورتلاند في الولايات المتحدة، وتوفي في 19 سبتمبر 2006 في ساكرامنتو في الولايات المتحدة.

## وصلات خارجية
- بادي بيترسون على موقع الدوري الياباني لكرة القاعدة (الإنجليزية)
- بادي بيترسون على موقعبيزبول رفرنس.كوم (الدوري الرئيسي) (الإنجليزية)